# 横地克典
横地 克典（よこち かつのり、1970年3月30日 - ）は、株式会社ナ・デックス取締役。

## 経歴
- 1993年:流通経済大学経済学部経営学科 卒業[2]
- 1993年:株式会社ナ・デックス 入社
入社後、電気機器,電気部品の営業,自動車メーカー向けFA機器の営業に従事[3]
- 2011年:同社 機械部長
- 2013年:同社 執行役員(営業副本部長兼FAシステム事業部長)
- 2015年:同社 取締役[4](営業本部長兼FAシステム事業部長)[1](現在に至る)